# Фольгосо-де-Каурель
Фольго́со-де-Кауре́ль (ісп. Folgoso de Caurel, МФА: [fol.ˈɣo.so ðe kau̯.ˈɾɛl]) — муніципалітет і містечко в Іспанії, в автономній спільноті Галісія, провінція Луго, комарка Кірога. Розташоване у північно-західній частині країни. Входить до складу Лугоської діоцезії Католицької церкви. Площа муніципалітету — 68,16 км², населення муніципалітету — 1233 ос. (2009); густота населення — 
. Висота над рівнем моря — 612 м. Поштовий індекс — 27017.

## Назва
- Фольго́со-де-Кауре́ль (ісп. Folgoso de Caurel, МФА: [fol.ˈɣo.so ðe kau̯.ˈɾɛl]) — сучасна іспанська назва.
- Фольго́cо-до-Коре́ль (гал. Folgoso do Courel, МФА: [fol.ˈgo.so de ko.ˈɾɛl]) — сучасна галісійська назва.

## Географія
Муніципалітет розташований на відстані близько 380 км на північний захід від Мадрида, 55 км на південний схід від Луго.

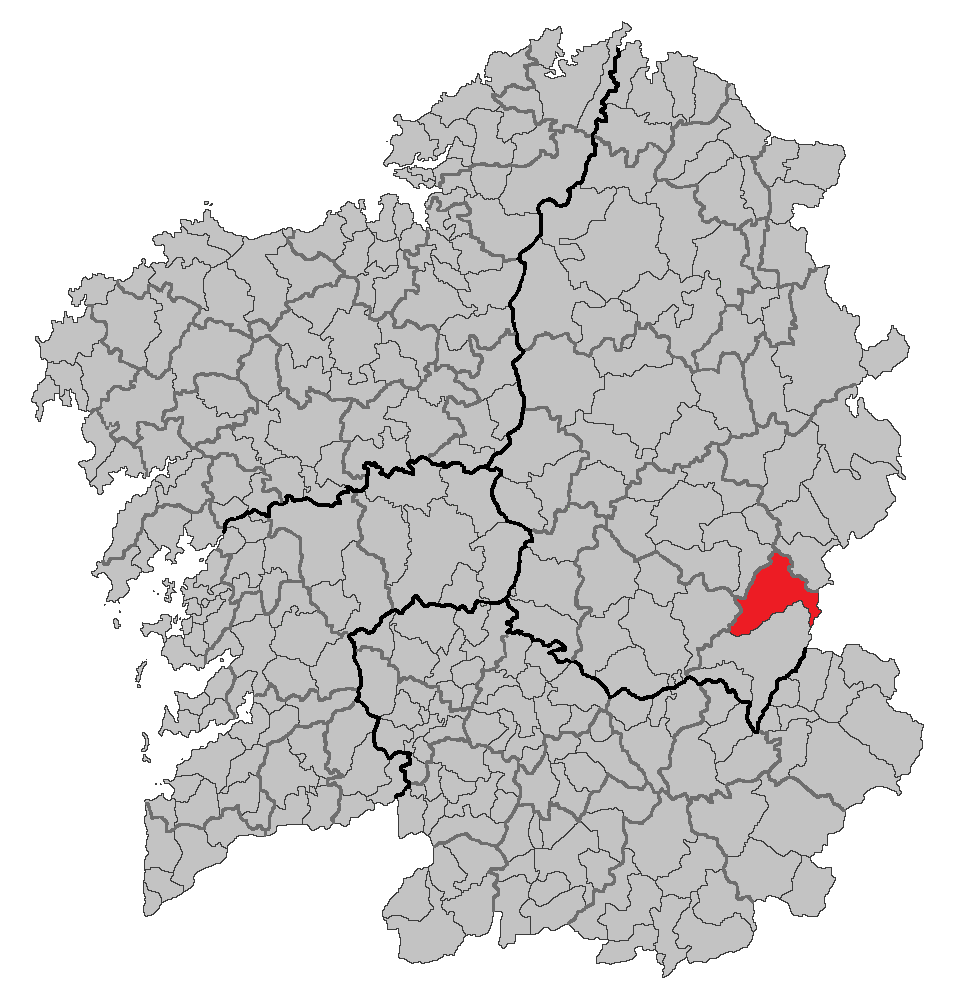
Муніципалітет у Галісії
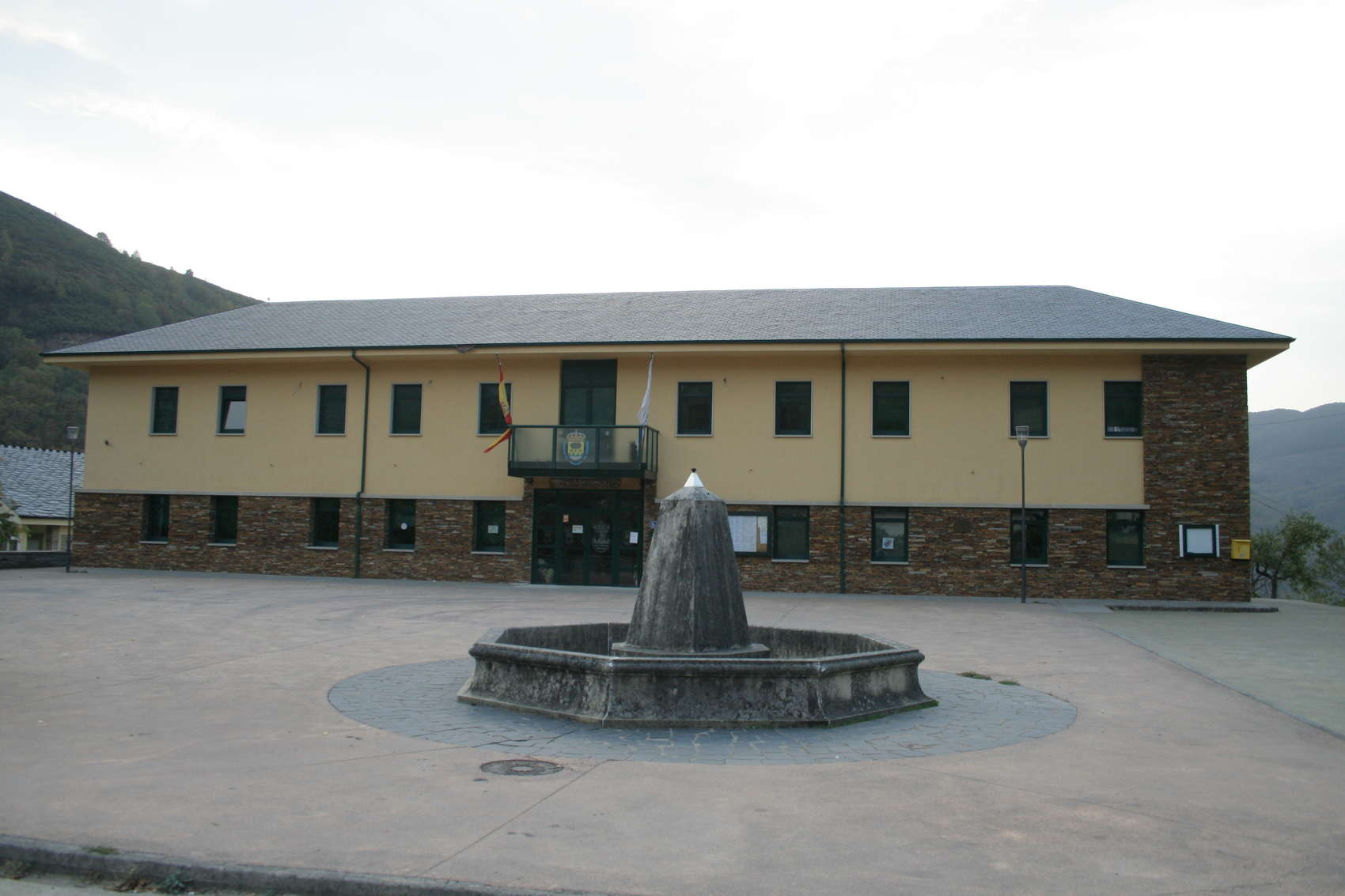
Ратуша
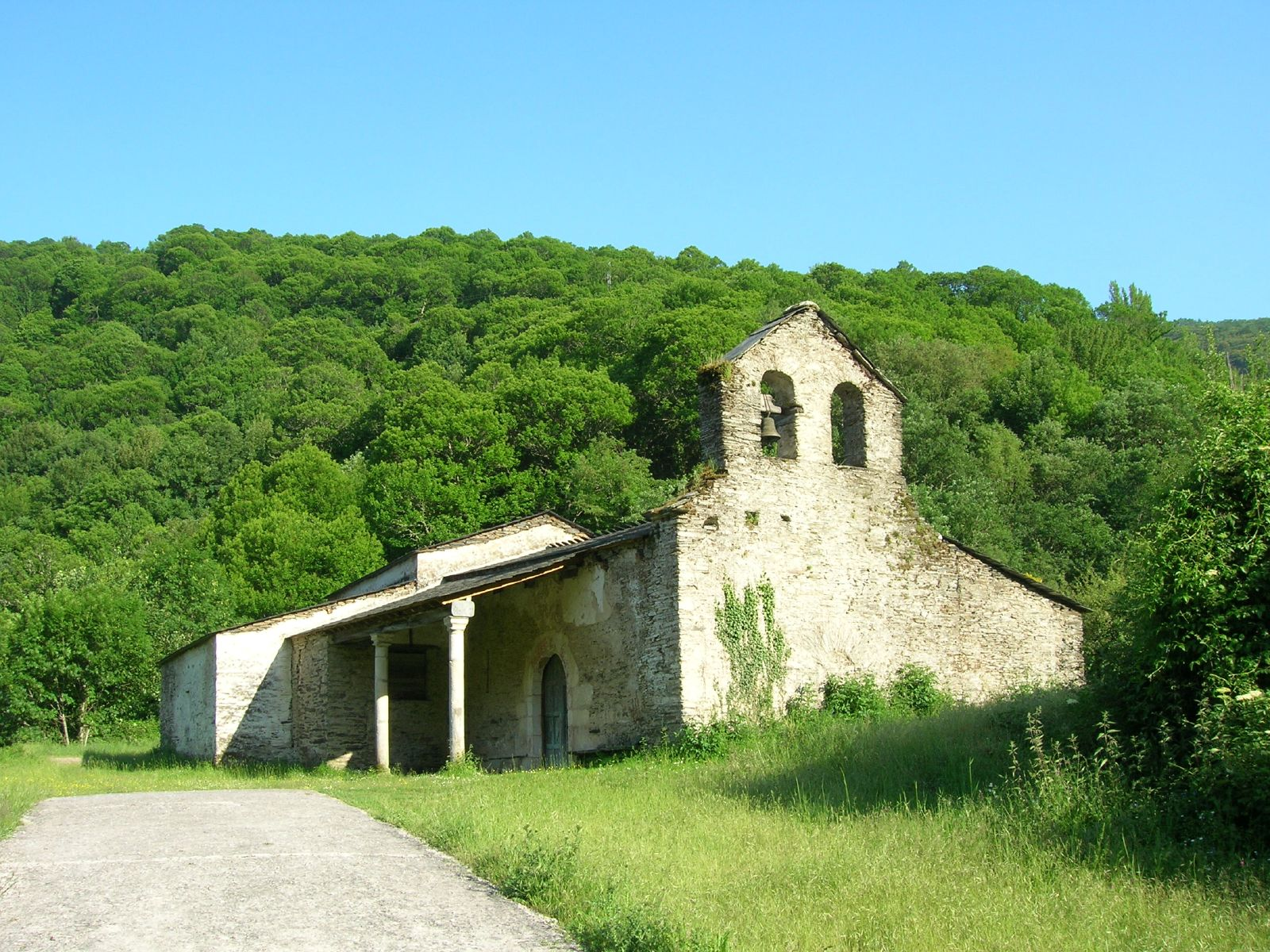
Церква св. Петра
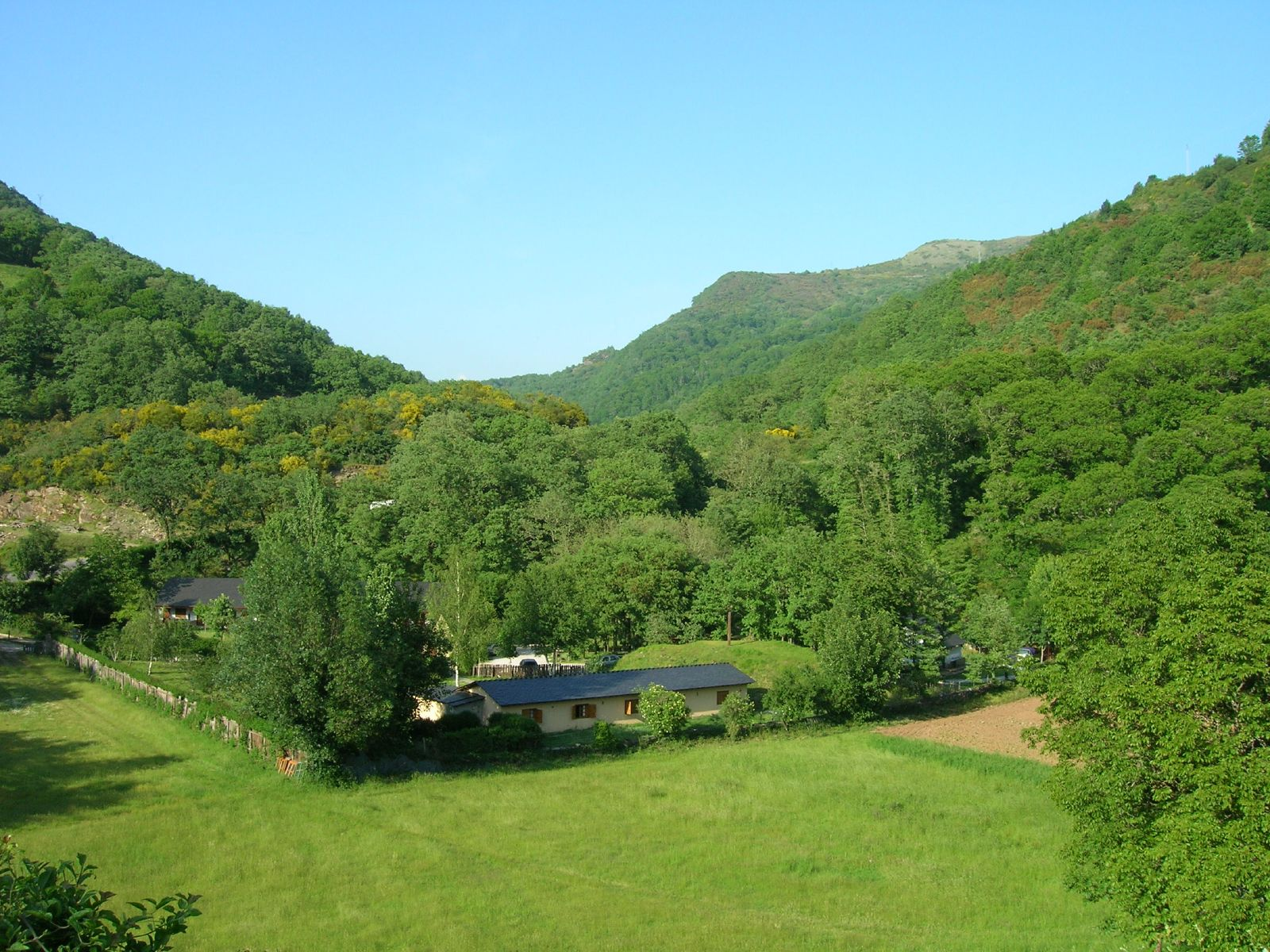
Краєвид
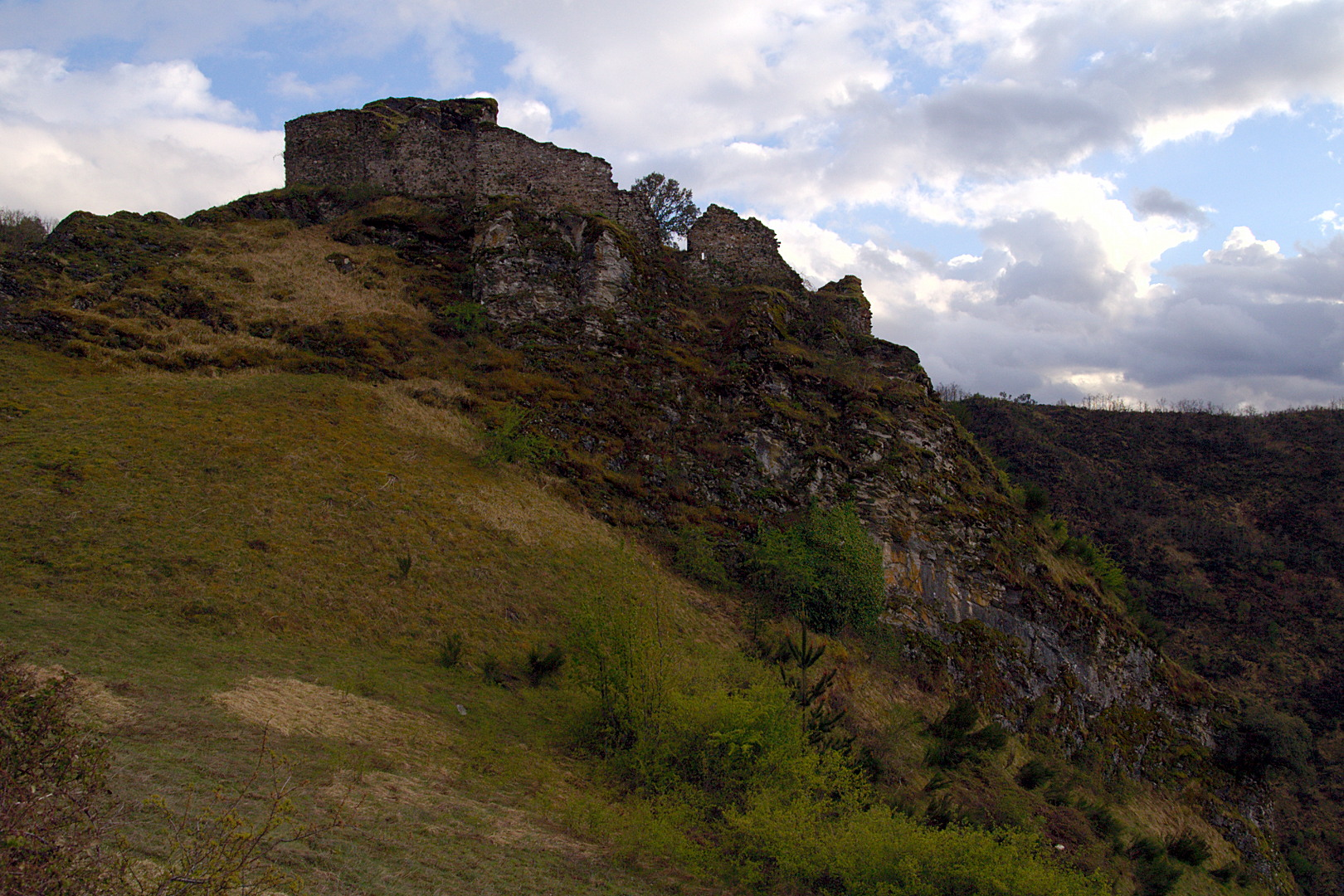
Карбедський замок

## Демографія
Динаміка населення (INE ):

## Парафії
Муніципалітет складається з таких парафій:
1. Віламор
2. Вісунья
3. Есперанте
4. Мейраос
5. Носеда
6. Орреос
7. Сеседа
8. Сеоане-до-Коурель
9. Фольгосо-де-Каурель

## Релігія
Фольгосо-де-Каурель входить до складу Лугоської діоцезії Католицької церкви.